# Magyarberkesz
Magyarberkesz, 1910-ig Sárosmagyarberkesz (románul Berchez) falu Romániában, Máramaros megyében.

## Fekvése
Nagysomkút és Kővárremete között, Nagybányától dél–délnyugati irányban 20 kilométerre fekszik.

## Nevének eredete
Első említése egy 1231-es oklevél 1397-ből való másolatában: Berkest. Az ómagyar Berkes személynévből keletkezhetett. A magyar névelem a 16. században létrejött, román lakosságú Berkeszpatakától (Berkeszújfalu) való megkülönböztetésére szolgált. A Sáros- előtag elhagyásáról 1906-ban döntött az Országos Községi Törzskönyvbizottság, de már 1882-ben is szerepelt az előtag nélküli névváltozat.

## Története
A 15. században a bélteki uradalom falva Közép-Szolnok vármegyében. Az önálló Erdélyi Fejedelemség korában vásáros hely. A 17. század második felétől Kővár vidékéhez tartozott. 1639-ben 31 marhával szolgáló, 25 „gyalogszeres” (háziállat nélküli) és 29 nem szolgáló, összesen 85 jobbágy családfő lakta. Szántóföldje és kaszálója annyi volt, hogy a termés betakarításában, illetve a kaszálásban a szomszédos falvak lakói is részt vettek. Hét hold szőleje és a szomszéd falvakkal közösen tilalmas tölgyerdeje is volt. 1647-ben és még 1803-ban is évi négy országos vásárt tartott. A Rákóczi-szabadságharc idején a Kővár vidéki kurucok egyik vezetője a helyi egytelkes nemes Mosa László, később a vidék vicekapitánya volt. a 17. század elejétől birtokos volt itt a Katona család; hosszú időn át ez a család adta Kővárvidéknek a főkapitányokat. A Katona család után a Péchyek szerezték meg.  A 19. század folyamán sok és jó szilvája és kevés gesztenyéje termett, amelyet az árusok a nagybányai gesztenyével együtt Kolozsvárig elhordtak. 1848-ig jó bort adó szőlői is voltak, amelyet azonban a rákövetkező években kipusztultak. A hagyományos, állattartással kombinált kétnyomásos földművelés az 1860-as években szűnt meg. A vidéken a berkeszi református egyház volt az egyetlen, a helyi nagybirtokostól anyagilag független egyházközség. 1876-ban, Kővár vidéke fölszámolása után Szatmár vármegyéhez csatolták.
Petőfi Sándor 1846 őszén, Kővár várában tett látogatása után a faluban írta Véres napokról álmodom c. versét.

## Lakossága
Magyar nyelvsziget.

1850-ben 523 lakosából nemzetiség szerint 320 magyar, 118 román és 76 zsidó, felekezet szerint 316 református, 76 zsidó, 73 ortodox, 45 görögkatolikus és 12 római katolikus.

1900-ban 534 lakosából 319 magyar, 173 román és 42 német (jiddis) anyanyelvű, 291 református, 103 ortodox, 76 görögkatolikus, 40 zsidó és 23 római katolikus vallású volt. 45%-uk írt–olvasott, a nem magyar anyanyelvűek 36%-a beszélt magyarul.

2002-ben a 670 főből 424 magyar és 246 román nemzetiségű, felekezet szerint 369 református, 229 ortodox és 52 pünkösdista.

## Látnivalók
- Református temploma 1514 előtt épült, benne gótikus papi ülőszék.
- Kővárvidék egykori vármegyeháza, alatta pincebörtön.
- Szelídgesztenyése és az egykori Péchy-kúria (átalakítva).
- Bádogtetős ortodox fatemploma a 19. századból való.

## Híres emberek
- Itt lakott Katona Zsigmond, a diák Barabás Miklós nagyszebeni pártfogója.
- Itt született az akkori Sárosmagyarberkeszen 1813 október 22-én Katona Miklós 1848-49-es honvéd alezredes, (Katona Zsigmond fia) meghalt 1886-ban.
- Itt született 1817-ben Medgyes Lajos költő, Petőfi barátja.
- Itt született 1847-ben Korbuly József gépészmérnök, az 1878-as párizsi világkiállításon kitüntetett Korbuly-féle csapágy kidolgozója.
- 1865-től haláláig, 1875-ig itt szolgált református lelkészként Almási Sámuel népdalgyűjtő.

## Külső hivatkozások
- Berkesz.tripod.com (magyarul)
- Magyarberkesz a www.nagybanya.ro honlapon (képek)